# Legend of the Seas (schip, 1995)
De Legend of the Seas is een cruiseschip van Royal Caribbean International.
De Legend of the Seas behoort tot de Vision klasse, net zoals de Enchantment, Grandeur, Legend, Rhapsody en Splendour of the Seas.
Het schip is 264 meter lang en 32 meter breed. Het kan 2.435 passagiers en 765 bemanningsleden vervoeren. De maximumsnelheid is 22 knopen (wat ongeveer gelijk is aan 40 km/u).

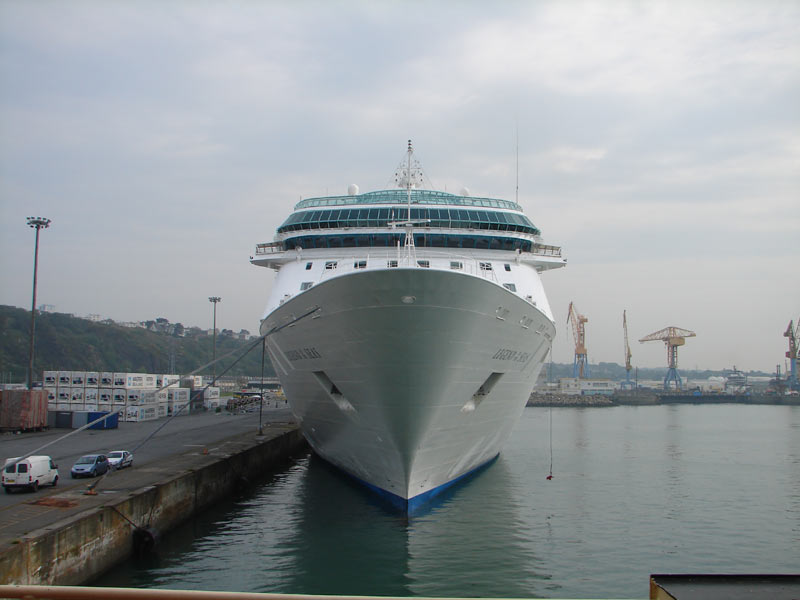
Voorkant van de Legend of the Seas